# Шпагети модел
Шпагети модел представља начин организовања објеката унутар гео-базе података. У овом моделу, геометрија неког геоподатка из збирке је описана независно од других објеката. Никаква топологија није смјештена у такав модел, и све тополошке релације морају бити обрачунате по упиту. Оваква структура такође подразумјева одређене вишкове података, нпр., граница сусједних региона је представљена са двије линије. Овако прост модел омогућава представљање разнородних података као што су тачке, полилиније и региона заједно без ограничења. Посебно, полилиније се могу укрштати у равни без потребе да се тачке пресјека посебно смјештају у базу података.
Најзначајнија предност овог приступа је једноставност. Додатно, због тога што су сви објекти похрањени одвојено, омогућава крајњем кориснику лако додавање нових објеката у збирку. Познат примјер употребе овог модела је OpenGIS спецификација простих особина.
Са друге стране, недостаци овог модела су углавном у недостатку експлицитних података о тополошким везама међу геообјектима, као што су сусједство или садржавање објекта. Не постоји једноставан начин да се одговори на питање дали два полигона дијеле тачку. Друго, како нема дјељења информација, присутни су вишкови у подацима, који могу постати проблем како су скупови података већ склони обимности, нпр., заједничке границе међу полигонима су представљене два пута. Додатно је присутан ризик да подаци буду непрецизни, пошто се у двије сусједне површине могу јавити разлике усљед различитог извора информација.